# Отражения (филм, 1982)
Вижте пояснителната страница за други значения на Отражения.
„Отражения“ е български игрален филм (драма) от 1982 година на режисьора Румяна Петкова, по сценарий на Невелина Попова. Оператор е Светлана Ганева. Филмът съдържа стихове на Петя Дубарова. Музиката във филма е композирана от Райчо Любенов.

## Актьорски състав
- Жана Караиванова – Мая
- Лидия Вълкова – Майката
- Борис Луканов – Бащата Тошо
- Филип Трифонов – Кирил
- Любен Чаталов – Лъчезар
- Таня Шахова – Светла
- Андрей Андреев – Драго
- Доротея Тончева – Доротея
- Елена Кънева – Дора
- Огнян Узунов – Чавдар
- Рут Спасова – Катя
- Христина Сотирова
- Иван Дамянов
- Любомир Костадинов – Доцентът
- Весела Златева – Бабата
- Владимир Люцканов
- Милена Кънева
- Антоанета Кръстникова
- Пламен Соклев
- Мариета Калъпова
- Ернестина Шинова (като Ернестина Шинева)
- Александър Лилов – Гошо
- Христо Гърбов (не е посочен в надписите на филма)